# 1579
سنة 1579 كانت سنة بسيطة تبدأ يوم الخميس (الرابط يظهر نموذج التقويم الكامل للسنة) من التقويم اليولياني.

## مواليد
- تيرسو دي مولينا كاتب إسباني
- حزقيال بابلو بونت
- صموئيل كوستر كاتب هولندي
- كاسوغا نو تسوبوني
- لوكاس كيليان
- ينس مونك مستكشف دنماركي
- صمويل كوستر ، كاتب هولندي
- فرانس سنايدر ، رسام فلامندي
- جون فليتشر ، كاتب مسرحي إنجليزي
- آرثر جونستون ، طبيب وشاعر

## وفيات
- 25 أبريل - جون ستيوارت ، إيرل آثول الرابع
- 25 يونيو - هاتانو هيديهارو ، ساموراي ياباني (مواليد 1541)
- 3 يوليو - إدوارد فنتون ، السياسي الأيرلندي الأكبر سنا (مواليد 1527)
- 11 أكتوبر - صقللي محمد باشا ، الإنكشارية التركية والصدر الأعظم (مواليد 1505)
- 21 أكتوبر - تانيغاشيما توكيتاكا ، دايميو الياباني (مواليد 1528)
- 24 أكتوبر - ألبرت الخامس دوق بافاريا (مواليد 1528)
- 21 نوفمبر - توماس جريشام ، تاجر وممول إنجليزي (مواليد 1519)
- جيوفاني باتيستا أدرياني ، مؤرخ إيطالي (مواليد 1512)
- توماس كريشام